# Precessió

Precessió i nutació d'una baldufa

Precessió d'un giroscopi

Rotació (verd), precessió (blau) i nutació (vermell) de la Terra

La precessió és el moviment harmònic que efectua l'eix de rotació d'un sòlid no esfèric sotmès a forces exteriors. En seria un exemple el balanceig que fa una baldufa o un giroscopi en girar, quan el seu eix instantani de rotació no coincideix amb la perpendicular a la superfície sobre la qual se situa o es desplaça el cos en rotació.
La Terra també presenta una precessió perquè el seu eix de rotació no és perpendicular al pla format pel seu moviment de translació. A causa d'aquest moviment, la posició que indica l'eix de la Terra en l'esfera celeste es desplaça seguint un cercle tancat cada 25.776 anys (any platònic, « téléos eniautos »). El cercle de la precessió té el seu centre en el pol de l'eclíptica; a conseqüència d'això, la posició dels pols celestes canvia contínuament. La precessió és causada per la força gravitatòria de la Lluna, el Sol i la resta de planetes sobre la Terra, atès que no és una esfera, sinó més aviat un esferoide oblat, més prominent a la zona equatorial. El canvi en la direcció de l'eix de rotació de la Terra provoca una variació del pla de l'equador i, per tant, de la línia de tall de tal pla amb l'eclíptica. Aquesta línia assenyala en l'esfera celeste la direcció del punt Àries, que retrograda sobre l'eclíptica, fenomen denominat precessió dels equinoccis.

## Precessió sense moments externs
Aquest moviment ocorre quan un cos està en moviment al voltant d'un eix que no és ni el de màxim moment d'inèrcia ni el de menor moment d'inèrcia. La precessió pot estar acompanyada d'altres moviments propis dels cossos en rotació com la nutació.
Hi ha un tipus especial de corbes sobre la superfície de l'objecte, anomenades polodia i herpolodia, les quals descriuen el moviment d'aquest.

## Precessió deguda a moments externs

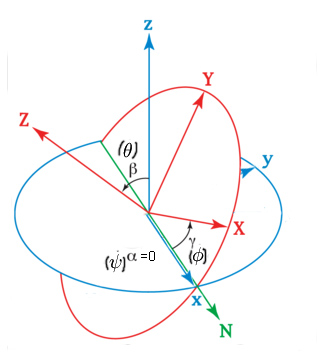
Angles usats per a descriure l'orientació de la baldufa.

### Precessió en un sòlid de revolució
Es diu baldufa simètrica en moviment lliure a un sòlid rígid de revolució, amb dues dels seus moments d'inèrcia principals iguals {\displaystyle I_{1}=I_{2}\neq I_{3}}. Com en una baldufa simètrica es poden triar arbitràriament els eixos 1 i 2, convé aprofitar aquest fet per a simplificar les expressions prenent l'eix 1 paral·lel a la línia nodal dels angles de Euler la qual cosa equival al fet que ψ = 0.
La qual cosa porta al fet que les velocitats angulars en el sistema de referència no inercial vengen donades per:

{\displaystyle {\boldsymbol {\omega }}={\begin{Bmatrix}\omega _{1}\\\omega _{2}\\\omega _{3}\end{Bmatrix}}={\begin{Bmatrix}{\dot {\theta }}\\{\dot {\phi }}\operatorname {sen} \theta \\{\dot {\phi }}\cos \theta +{\dot {\psi }}\end{Bmatrix}}}

L'energia cinètica de rotació d'una baldufa simètrica ({\displaystyle \scriptstyle I_{1}=I_{2}\neq I_{3}}) pot expressar-se en termes dels angles de Euler senzillament:

{\displaystyle E_{c}={\frac {1}{2}}\left(I_{1}\omega _{1}^{2}+I_{2}\omega _{2}^{2}+I_{3}\omega _{3}^{2}\right)={\frac {I_{1}}{2}}\left({\dot {\phi }}^{2}\operatorname {sen} ^{2}\theta +{\dot {\theta }}^{2}\right)+{\frac {I_{3}}{2}}\left({\dot {\phi }}\cos \theta +{\dot {\psi }}\right)^{2}}

D'altra banda si es pren l'eix Z del sistema de referència alineat amb el moment angular del sòlid rígid es té que les components del moment angular i la relació amb la velocitat angular són:

{\displaystyle \mathbf {L} ={\begin{Bmatrix}0\\L\operatorname {sen} \theta \\L\cos \theta \end{Bmatrix}}={\begin{bmatrix}I_{1}&0&0\\0&I_{1}&0\\0&0&I_{3}\end{bmatrix}}{\begin{Bmatrix}\omega _{1}\\\omega _{2}\\\omega _{3}\end{Bmatrix}}={\begin{Bmatrix}I_{1}{\dot {\theta }}\\I_{1}{\dot {\phi }}\operatorname {sen} \theta \\I_{3}({\dot {\phi }}\cos \theta +{\dot {\psi }})\end{Bmatrix}}}

Escrivint component a component aquestes equacions es té que:

{\displaystyle {\dot {\theta }}=0\qquad I_{1}{\dot {\phi }}=L\qquad I_{3}\omega _{3}=I_{3}({\dot {\phi }}\cos \theta +{\dot {\psi }})=L\cos \theta }

La primera equació ens diu que en el moviment lliure d'una baldufa simètrica aquesta no caboteja; és a dir, no hi ha moviment de nutació ja que l'angle format per l'eix de rotació i el moment angular es manté constant en el moviment. La segona descriu el moviment de precessió d'acord amb el qual l'eix de rotació (que coincideix amb la direcció de la velocitat angular) gira al voltant de la direcció del moment angular (eix Z). La tercera equació dona la velocitat de rotació del sòlid al voltant del seu tercer eix d'inèrcia.

### Giroscopi
Recordem que el moment angular és un vector que té com a mòdul, el producte del moment d'inèrcia del cos al voltant de l'eix de rotació, multiplicat per la velocitat angular. La direcció del vector és la mateixa que la del vector associat a la velocitat angular i està donada per la regla de la mà dreta. L'equació de base del moment angular d'un cos és:

{\displaystyle {d\mathbf {L}  \over dt}=\mathbf {\mathbf {M} } }

on {\displaystyle \scriptstyle {\mathbf {L} }} és el moment angular del cos i {\displaystyle \scriptstyle {\mathbf {M} }} és el moment de força aplicat al cos. Aquesta equació correspon, en el moviment lineal, a l'equació {\displaystyle \scriptstyle {\mathbf {F} ={d\mathbf {p}  \over dt}}} on {\displaystyle \scriptstyle {\mathbf {F} }} és la força aplicada a un cos i {\displaystyle \scriptstyle {\mathbf {p} =m\mathbf {v} }} és el moment lineal del cos.
Quan el moment de força és paral·lel al moment angular, és a dir, paral·lel a l'eix de rotació, res canvia en la rotació. En canvi, una component del moment, perpendicular a l'eix de rotació, no canvia el mòdul de la velocitat angular sinó la seva direcció, és a dir la direcció de l'eix de rotació del cos.
Considerem el cos en rotació de la imatge de dreta. Quan se li aplica un moment dinàmic com l'indicat per les forces dibuixades, la direcció de la variació del moment angular és la indicada en el dibuix. Aquesta variació és perpendicular al moment angular i paral·lela al moment.
La variació de {\displaystyle \scriptstyle {\mathbf {L} }} durant un interval de temps {\displaystyle \scriptstyle {\Delta t}} és:

{\displaystyle \Delta \mathbf {L} =\mathbf {M} \Delta t}

Cal observar que {\displaystyle \Delta \mathbf {L} \,} té la mateixa direcció que {\displaystyle \scriptstyle {\mathbf {M} }}. L'angle {\displaystyle \scriptstyle {\Delta \phi }} que el nou moment angular {\displaystyle \scriptstyle {\mathbf {L} +\Delta \mathbf {L} }} fa amb el precedent {\displaystyle \scriptstyle {\mathbf {L} }} compleix que:
{\displaystyle \tan {\Delta \phi }={\Delta L \over L}}
Si el quocient {\displaystyle \scriptstyle {\Delta L \over L}} és petit (e. g. menor a 5° en magnitud, típicament causat per un interval de temps {\displaystyle \scriptstyle {\Delta t}} petit), l'angle {\displaystyle \scriptstyle {\Delta \phi }} es pot obtenir de l'aproximació de l'equació anterior mostrada a continuació:
{\displaystyle \Delta \phi \approx {\Delta L \over L}}
La velocitat de precessió del giroscopi és la velocitat angular del vector {\displaystyle \scriptstyle {\mathbf {L} }} que és la mateixa que la de l'eix de rotació d'aquest darrer:
Velocitat de precessió {\displaystyle =\Omega ={\Delta \phi  \over \Delta t}={M \over L}}
La velocitat de precessió és una velocitat angular i es mesura en radians/segon.
La velocitat de precessió és més petita com més gran és el moment angular del cos.
La precessió es pot explicar intuïtivament pel "model de roda quadrada".

### Tromp o baldufa

Figura 1.

Si l'eix de rotació de la virolla, z, forma un cert angle {\displaystyle \,\phi } amb la vertical, com ocorre generalment, aquest eix es mou en l'espai generant una superfície cònica de revolució entorn de l'eix vertical fix Z. Aquest moviment de l'eix de rotació rep el nom de precessió de la baldufa i l'eix Z és l'eix de precessió. Generalment, l'angle {\displaystyle \,\phi } varia periòdicament durant el moviment de precessió de la baldufa, de manera que l'eix de rotació oscil·la acostant-se i allunyant-se de l'eix de precessió (dècims que la virolla caboteja); a aquest moviment se'n diu nutació i a l'angle {\displaystyle \,\phi } se'n diu angle de nutació. En l'estudi elemental que segueix no tindrem en compte aquest últim moviment; i.e., si es considera un angle de nutació constant.
Utilitzarem dos referencials per a descriure el moviment de la virolla. Un d'ells és el referencial fix XYZ, amb origen en el punt O (estacionari) de l'eix de rotació de la virolla. L'altre referencial és el referencial mòbil xyz, l'origen del qual és també el punt O (estacionari). Farem coincidir l'eix z amb l'eix de rotació de la virolla; l'eix x el triem de manera que romangui sempre horitzontal, contingut en el pla XY. L'angle {\displaystyle \,\psi } que forma en cada instant l'eix x amb l'eix X rep el nom d'angle de precessió. En conseqüència, l'eix i estarà sempre contingut en el pla definit pels eixos z i Z, com es mostra en la Figura 1, formant un angle {\displaystyle \,\phi } amb el pla XY. Observi's que el referencial xyz no és solidari amb la virolla, i.e., no és arrossegat per la rotació d'aquest, sinó que presenta una rotació respecte al referencial fix XYZ amb una certa velocitat angular {\displaystyle \,\Omega } anomenada velocitat angular de precessió.
Com en aplicar l'equació del moviment de rotació del sòlid rígid, M = dL/dt, tant el moment extern (M) com el moment angular (L) han d'estar referits a un mateix punt fix en un referencial inercial (o al CM del cos), prendrem el punt O com a origen o centre de reducció.

Figura 2.

Com que la virolla està girant, amb una velocitat angular intrínseca ω, al voltant de l'eix principal d'inèrcia z, el seu moment angular serà paral·lel a la velocitat angular (és a dir, serà paral·lel a l'eix z), i ve donat per

(1){\displaystyle L=I_{zz}\omega \,}

D'altra banda, el moment extern que actua sobre la virolla es deu al pes mg que actua en el centre de gravetat G i és igual al producte vectorial

(2){\displaystyle \mathbf {M} ={\mbox{OG}}\times m\mathbf {g} \,}

de manera que el moment extern M resulta ser perpendicular a l'eix de rotació, és a dir que {\displaystyle \mathbf {M} \mathbf {\bot } \mathbf {L} }. El mòdul del moment aplicat és

(3){\displaystyle M=mgh\operatorname {sen} \phi \,}

sent h=OG la distància entre el punt estacionari de la virolla (l'extrem de la seva pua) i el centre de gravetat d'aquest. La direcció de M és la de l'eix x.
Com el moment extern aplicat a la virolla no és nul, el moment angular no romandrà constant. Durant un interval de temps infinitesimal dt el canvi infinitesimal experimentat de moment angular val

(4){\displaystyle d\mathbf {L} =\mathbf {M} dt}

de manera que el canvi dL en el moment angular té sempre la mateixa direcció que el moment aplicat M (de la mateixa manera que el canvi en la quantitat de moviment té sempre la mateixa direcció que la força). Com el moment M és perpendicular al moment angular L, el canvi dL en el moment angular també és perpendicular a L. Per consegüent, el vector moment angular canvia de direcció, però el seu mòdul roman constant (figura 2). Naturalment, ja que el moment angular té sempre la direcció de l'eix de rotació aquest canviarà també la seva orientació en l'espai en el transcurs del temps.
L'extrem del moment angular L descriu una circumferència, de radi {\displaystyle \,L\operatorname {sen} \phi }, al voltant de l'eix fix Z i en un temps dt aquest radi experimenta un desplaçament angular dψ. La velocitat angular de precessió Ω es defineix com la velocitat angular amb la qual gira l'eix z entorn de l'eix fix Z. Això és

(5){\displaystyle \Omega ={\frac {d\psi }{dt}}}

i està representat per un vector situat sobre eix Z.
Com que L és un vector de mòdul constant que precesa al voltant de l'eix Z amb una velocitat angular Ω, podem escriure l'equació diferencial del moviment de rotació en la forma

(6){\displaystyle \mathbf {M} ={\frac {d\mathbf {L} }{dt}}={\boldsymbol {\Omega }}\times \mathbf {L} }

obtenint-se per al mòdul del moment

(7){\displaystyle M=\Omega L\operatorname {sen} \phi \,}

expressió de la qual buidarem Ω per a tenir

(8){\displaystyle \Omega ={\frac {M}{L\operatorname {sen} \phi }}={\frac {mgh}{L}}={\frac {mgh}{I_{zz}\omega }}}

on hem substituït les expressions (1) i (2) per al moment angular i el moment, respectivament. La velocitat angular de precessió, Ω, resulta ser inversament proporcional al moment angular (L) o a la velocitat angular intrínseca (ω), de manera que si aquest o aquesta és gran, aquella serà petita.
Observi's que la velocitat angular de precessió no depèn de l'angle d'inclinació de la virolla. Aquesta propietat és molt important en el fonament de la ressonància magnètica nuclear i de les seves aplicacions.
Però, sol aparèixer el dubte de perquè no cau la virolla. La resposta és que la força vertical exercida sobre ell pel sòl (en l'extrem O de la pua) és exactament igual al pes de la virolla, de manera que la força resultant vertical és nul·la. La component vertical de la quantitat de moviment romandrà constant, però pel fet que el moment no és nul, el moment angular canvia amb el temps. Si la virolla no estigués en rotació, en abandonar-lo no hi hauria moment angular i al cap d'un interval de temps infinitesimal, dt, el moment angular dL adquirit, en virtut del parell de forces que actua sobre ell, tindria la mateixa direcció que el vector M; això és, que cauria. Però si la virolla es troba inicialment en rotació, la variació del moment angular, dL, produïda pel parell, se suma vectorialment al moment angular que ja té, i com que dL és horitzontal i perpendicular a L, el resultat és el moviment de precessió anteriorment descrit.

Figura 3.

Els resultats obtinguts en la nostra discussió del moviment de la virolla són solament aproximats. Són correctes si ω és molt gran en comparació amb Ω (situació compatible amb la ec. [7]). La raó és que si la virolla està precessant entorn de l'eix fix vertical Z tindrà un moment angular respecte a aquest eix, de manera que el moment angular total no serà simplement Izzω, com vam suposar. No obstant això, si la precessió és molt lenta, el moment angular corresponent a aquesta precessió pot menysprear-se, com implícitament hem fet en els nostres càlculs anteriors.
D'altra banda, una discussió més detallada ens mostraria que en general l'angle de precessió{\displaystyle \,\phi } no roman constant, sinó que oscil·la entre dos valors fixos, de manera que l'extrem del vector L, al mateix temps que precessa al voltant de Z, oscil·la entre dos cercles, com es mostra en la figura 3, descrivint la trajectòria indicada.
Per a comprendre el perquè d'aquestes oscil·lacions haurem de considerar el mode en què s'origina el moviment de precessió. Si inicialment mantenim fixa l'orientació de l'eix de rotació z (donant suport al seu extrem superior) el pes de la virolla estarà compensat per la reacció normal N en el punt O més la reacció normal en el suport de l'extrem superior de l'eix, de manera que resultarà ser N < mg. Si una vegada que la virolla ha adquirit un ràpid moviment de rotació, abandonem l'eix, llavors, encara un instant després serà N < mg, de manera que tenim una força resultant vertical i dirigida cap avall. La virolla comença a caure, però en aquest instant comença la precessió. A conseqüència del moviment de caiguda, la pua de la virolla es recolza en el sòl amb més força, de manera que augmenta la força de reacció vertical N, que finalment arribarà a ser major que el pes. Quan això succeeix, el centre de massa de la virolla comença a accelerar cap amunt. El procés es repeteix, i el moviment es compon d'una precessió acompanyada d'una oscil·lació de l'eix de rotació cap avall i cap amunt, que rep el nom de nutació. La nutació, igual que la precessió, contribueix al moment angular total, però en general la seva contribució és encara menor que la de la precessió.